# フランシスク・クリステア
フランシスク・ヨヌツ・クリステア（Francisc Ionuț Cristea 、2001年1月15日 - ）は、ルーマニア・ヴァスルイ出身のプロサッカー選手。リーガI・ポリテフニカ・ヤシ所属。ポジションは、ミッドフィールダー。

## クラブ歴
2019年、リーガIのポリテフニカ・ヤシに移籍した。4月22日、1-1で引き分けたホームのコンコルディア・キアジナ戦でリーグデビューを果たした。

## 個人成績

### クラブ
| クラブ     | シーズン | リーグ | リーグ | カップ | カップ | 合計 | 合計 |
| クラブ     | シーズン | 出場   | 得点   | 出場   | 得点   | 出場 | 得点 |
| ---------- | -------- | ------ | ------ | ------ | ------ | ---- | ---- |
| ポリ・ヤシ | 2018-19  | 3      | 0      | 0      | 0      | 3    | 0    |
| ポリ・ヤシ | 2019-20  | 11     | 0      | 2      | 0      | 13   | 0    |
| ポリ・ヤシ | 2020-21  | 1      | 0      | 0      | 0      | 1    | 0    |
| ポリ・ヤシ | 合計     | 15     | 0      | 2      | 0      | 17   | 0    |